# Конфесійний стиль мовлення
Конфесі́йний (від конфесія → лат. confessio — визнання) — стильовий різновид української мови, який обслуговує релігійні потреби суспільства. Не всі стилісти виділяють його як стиль, а більше як підстиль (так само як і епістолярний стиль)

## Основні ознаки сакрального стилю
Найвиразніше сакральні тексти характеризує лексичний склад. Серед лексико-семантичних груп типовими є слова для найменування Бога та явищ потойбічного світу (Небесний Отець, Божий Син, Святий Дух, Спаситель, царство Боже, рай, вічне життя, небеса, сатана, демони), стосунків людини і Бога (вірувати, молитись, заповіді, воскресіння, покаяння, викуплення, праведні, грішні, благодать) та ін.
Сакральна лексика творилася й на слов'янському мовному ґрунті, тому тут знаходимо велику кількість запозичень із старослов'янської мови: благословення, возвістити, хоронитель, прах.
У текстах сакрального стилю широко представлена синонімія, адже для сфери релігії характерне використання лексичних одиниць попарно: ласка, милосердя; непорочна, пречиста тощо.
Однією з визначальних ознак сакрального стилю є використання перифразів: Цар небесний, Душа істини (Святий Дух); сіль землі (святі).
До виразних стилістичних засобів належить використання слів із протилежним значенням: Усякого, хто слухає ці слова Мої й виконує їх, Я прирівнюю до чоловіка мудрого, що збудував свій будинок на камені… А всякий, хто слухає ці слова Мої й не виконує їх, прирівнюється до чоловіка нерозумного, що збудував свій будинок на піску…
Для синтаксису сакрального стилю характерний інверсійний порядок слів, який підкреслює урочисту піднесеність мови. Поширені повтори слів, словосполучень і речень, з допомогою яких наголошується на тих чи інших думках. Мова культових творів, що апелює до душевних переживань людини, дуже образна, в ній багато епітетів, порівнянь, метафор, алегорій, символів, слів та виразів із переносним значенням.

## Історія сакрального стилю
Уже з середини XII — кінця XIII ст. в Київській Русі функціонував український різновид східнослов'янської редакції старослов'янської мови, яку з XIII ст. почали називати церковнослов'янською мовою. Упродовж багатьох років за нею закріпився статус апостольської (профетичної, посланницької, пророчої) мови. Церковнослов'янська мова є сакральною, тобто богослужбовою. Притаманні їй риси — архаїчність, стандартність (консервативність), урочистість — у всі часи зберігають особливе ставлення до неї. Проте історичний розвиток української літературної мови теж засвідчує можливість і навіть необхідність проникнення її у всі сфери життя народу.
Незважаючи на мовну політику синоду та Київської митрополії, яка збіглася з русифікаторською політикою царизму, уже в 60-х рр. XIX ст. з'являються перші намагання ввести українську мову в релігійну сферу. Священик І. Бабченко писав, що його проповіді мали успіх тому, що він їх виголошував селянам «на общепонятномъ языкh малоросийскомъ», адже для них це «родной, близокъ къ сердцу языкъ».
Становлення сакрального стилю української мови відбувалося не тільки в перекладах богослужбових текстів, Святого Письма тощо, а й у живому спілкуванні з Богом, тобто на Службах Божих. Отже, постає проблема читань молитов українською мовою — якою ж вона повинна бути?
Ідея необхідності вироблення і розвитку сакрального стилю української мови знаходить велику підтримку громадськості і науковців зокрема. 1871 року вийшло перше видання Євангелія в перекладі П. Куліша та І. Пулюя. Згодом у 1903 році у Відні був опублікований повний переклад Біблії українською мовою П. Куліша — І. Пулюя — І. Нечуя-Левицького, що мав п'ять перевидань. П. Житецький твердив, що в стилі П. Куліша немає єдності й цілісності, настрою, якому має підлягати підбір слів і виразів, а замість цього переважає певна надуманість і штучність мови, замкненої в умовні дурні формули. Дорікаючи за важкість стилю, дослідник не схвалює й того, що власні назви П. Кулішем передаються українською фонетикою. 1909 рік ознаменувався також виходом у світ перекладу українською мовою Нового Завіту О. Бачинського, який був надрукований у Львові греко-католиками паралельно з церковнослов'янським текстом.
Живу українську літературну мову на рівень сакральної підняла Українська автокефальна православна церква, яка в 1919 році відправила першу Службу Божу українською мовою. Ця конфесія і стала власне рушієм у створенні конфесійного стилю української мови і започаткувала тенденцію максимальної орієнтації на внутрішньомовні (власне українські) ресурси.
Багато зусиль для становлення сакрального стилю української мови зробив І. Огієнко (митрополит Іларіон), який, будучи міністром віросповідань Української Народної Республіки, 24 вересня 1919 року розіслав наказ, в якому говориться, що Євангеліє в церквах, де є змога, повинне читатися українською мовою: «всі Служби Божі, всі читання і співи в церкві, всі треби неодмінно правити з українською вимовою, себто так, як було на Вкраїні довгі віки».
Українська лінгвостилістика кінця XX — початку XXI ст. продовжує започатковані ще наприкінці XIX ст. два напрямки у виробленні сакрального стилю: 1) орієнтація на церковнослов'янську спадщину і 2) на внутрішньомовні (власне українські) ресурси.
У часи вилучення сакрального стилю української мови в Україні (1930-90 рр.) його все ж продовжують досліджувати окремі мовознавці діаспори. Історичний аспект цього питання зацікавлює П. Коваліва у праці «Молитовник, служебник: пам'ятка XIV ст.», де йдеться, зокрема, і про окремі стилістичні ознаки тексту; використання тавтології, риторичних запитань, що зумовлено впливом народнорозмовної мови.
О. Горбач звертається до історії церковно-музичної термінології, визначає джерела її походження, здебільшого грецьку мову. Збереження цих грецьких форм, на думку дослідника, служить для наповнюваності текстів глибинним змістом.
Об'єктом лінгвостилістичного аналізу дослідника стають перші переклади Біблії на українську мову — І. Пулюя, П. Куліша, І. Нечуя-Левицького та ін. О. Горбач вживає переважно усталену в сучасному українському мовознавстві термінологію, проте дещо в іншому значенні: «довгі форми прикметників» називає «архаїзмами», «поетизмами», до архаїзмів зараховує таке слово, як глава. Найбільш «поетичними є поеми, що характеризуються живомовними ознаками варіантів: фонетико-словотвірними, морфологічними (сюди дослідник зараховує „довгі та стягнені форми прикметника“: свята — святая), словотвірними („пестливо-здрібніннєві“ форми: дитинка), синтаксичними („інверсивний словолад“), лексичними (тут наводяться переважно синонімічні ряди слів: отець — батько, добрий — хороший — красивий — гарний)». Як неологізми О. Горбач класифікує слова віяння — веяння, напрямки — прямування.
Власне стилістичними ознаками мови перекладів, за спостереженням О. Горбача, є 1) «народно-пісенні епітети» (вітром буйним); 2) «тавтологічно-плеонастичні» або «кобзарсько-думові» (пай паює); 3) «синонімічно-парні присудки» (хвалити — прославляти).
З 1990-х років відроджується вивчення сакрального стилю і в межах України. У колективній монографії «Жанри і стилі в історії української літературної мови» публікується стаття К. Симонової «Українська мова у конфесійному письменстві XV ст. (на матеріалі „Четьї“ 1489 р.)». Дослідниця визначає основні характеристики стилістичного синтаксису пам'ятки і стверджує, що "наближенню тексту церковнослов'янського оригіналу до української живої живность народно-розмовної мови сприяє насичення його колористичними синтаксичними конструкціями, що включають риторичні запитання, пряму мову із звертаннями.
Важлива роль у вивченні історії сакрального належить відомому українському мовознавцеві В. Німчукові, який у серії статей «Українська мова — священна мова» аналізує функціонування української мови в сакральній сфері життя, починаючи від українського різновиду східнослов'янської редакції старослов'янської (церковнослов'янської) мови і до сучасності. Мовознавець наголошує на таких періодах розвитку конфесійного стилю: 1) від 20-х рр. XVIII ст. до 20-х рр. XX ст. (у цей час офіційне православ'я нічого не зробило для розвитку української мови (в тому числі для сакрального стилю); 2) 1919-30-ті рр. XX ст. (1919 рік знаменується початком уведення живої української мови у релігійну сферу життя — відбулася перша Служба Божа українською мовою; діяльність УНР). Дослідник аналізує також писемну форму сакрального стилю, насамперед переклади Біблії І. Пулюя, П. Куліша, І. Нечуя-Левицького, П. Морачевського, М. Лободовського. Про стиль П. Куліша зауважено, що він «прагнув виробити урочисто-конфесійний стиль української мови. І це йому вдалося, попри те, що він часом занадто захоплювався менш уживаними словами і архаїзмами». В. Німчук уживає терміни сакральний стиль, сакральна мова.
Проблеми перекладу богослужбової літератури, історія розвитку стилю, його функціонування в сучасній українській літературній мові порушуються на Всеукраїнській науковій конференції «Сучасна українська богословська термінологія: від історичних традицій до нових концепцій» (Львів, 1998 р.) та на науковій конференції «Християнство та українська мова» (Київ, 2000 р.).
Окресленою проблемою зазначених конференцій є взаємодія сакрального і художнього стилів української мови (доповіді М. Крупи, Л. Гнатюк, І. Лучука, К. Гриньків, Ю. Стежки та ін.). Акцентують на цьому також автори збірника «Біблія і культура» — Н. Сологуб, Н. Гуйванюк, В. Антофійчук, В. Шинкарук, а також вчені української діаспори.
Проблеми лексичного рівня сакрального стилю знаходять своє розв'язання у дослідженнях Н. Пуряєвої. Вона зауважує, що «Слово (молитви, виголоси, піснеспіви, читання) супроводжує кожну богослужбову дію: доповнює, пояснює, наповнює змістом, освячує її», а також констатує, що в українському мовознавстві ще не утвердилися єдина поняттєва основа у вивченні стилю.
З огляду на історію вивчення сакрального стилю можна сказати, що в українській лінгвостилістиці залишається чимало нерозв'язаних проблем. Не усталеною є поняттєва основа стилю, адже тільки для його називання вживається цілий ряд ідентичних термінів: сакральний стиль, конфесійний стиль, богословський стиль, релігійний стиль, священна мова, свята мова, культова мова тощо. Невивченими залишаються стилістичні характеристики стилю на всіх мовних рівнях, у різних жанрових різновидах. Проте основа вже сформована, напрямки визначені, підґрунтя є. Лінгвостилістика чекає продовження досліджень.

## Сакральний стиль у мережі Інтернет
Стильовий різновид української мови, який обслуговує релігійні потреби суспільства, у мові Інтернету характеризується тими самими ознаками, що й у системі неелектронних форм. Водночас текстова репрезентація сакрального стилю в Інтернеті має вигідні переваги над друкованими різновидами, оскільки тут є можливість використання гіпертексту: Христос дав вічний доказ, що правда сильніша від неправди, світло сильніше від темряви, правда остаточно перемагає. Прочитати повністю… Виділений приклад — гіперпосилання на сторінку в Інтернеті, де розміщено повний виклад тексту.
Переважають у сакральній функції мови лексико-семантичні групи високого стилю, одиниці церковнослов'янської мови тощо. Проте тематика текстів релігійного характеру адаптується до сучасних соціально-побутових умов, відповідно у таких сакральних творах з'являються одиниці інших лексико-семантичних груп, не характерних для цього стилю.
Користувачі форумів на сайтах різних церков послуговуються сленгом, емотиконами, проте надмірне уживання сленгових форм тут відсутнє, не уникають обсценної лексики.
Церкви нехристиянського спрямування у своєму термінологічному апараті послуговуються номенами, що за лексико-семантичною функцією є екзотизмами і рівень використання яких у відповідних текстах дуже високий: Крім того, у релігійному контексті можуть використовуватися специфічні лінгвальні формули, характерні для певної релігії, а також контаміновані слова — із поєднанням літер різних алфавітів, для їх адекватного відтворення (згідно з канонами) у вимові: Для сакрального стилю в мережі Інтернет характерне:
1) використання одиниць розмовної мови, некодифікована лексика;
2) вживання одиниць лексико-семантичних груп, нехарактерних для традиційного сакрального стилю;
3) використання емотиконів, креозілованого тексту;
4) послугування гіпертекстом;
5) використання екзотизмів;
6) вживання контамінованих форм.
Отже, українська лінгвістична думка акцентує увагу на сакральному дискурсі як функціонально-стильовому різновиді, що обслуговує здебільшого християнську релігійну течію (переважно православ'я), однак під впливом часу поняття сакрального стилю змінюється, що показує дослідження української мови в Інтернеті. Адже тут представлені всі основні релігійні конфесії, відповідно мова дискурсу цих конфесій не завжди відповідає тим визначеним у сучасному українському мовознавстві ознакам сакрального стилю. Специфікою Інтернету зумовлене явище нейтралізації осібних ознак певної релігії, зокрема, православ'я, яке існує в реальному житті. У зв'язку з послугуванням Інтернетом представників різних соціально-культурних сфер в українську мову, зокрема в її сакральний стиль, активно входять стандарти інших конфесій, впливаючи на сакральний стиль зокрема і українську мову взагалі.